# Lissac-sur-Couze
Lissac-sur-Couze település Franciaországban, Corrèze megyében. Lakosainak száma 688 fő (2022. január 1.). Lissac-sur-Couze Brive-la-Gaillarde, Chasteaux, Larche, Saint-Cernin-de-Larche és Saint-Pantaléon-de-Larche községekkel határos.

## Népesség
A település népességének változása:
| Lakosok száma | 439  | 402  | 475  | 664  | 754  | 767  | 730  | 698  | 682  | 688  |
|               | 1968 | 1982 | 1990 | 2006 | 2013 | 2015 | 2017 | 2019 | 2020 | 2022 |